# Ruben Schaken
Pour les articles homonymes, voir Schaken.
Ruben Schaken est un footballeur néerlandais, né le 3 avril 1982 à Amsterdam aux Pays-Bas. Il évolue actuellement en Eredivisie au ADO Den Haag comme attaquant.

## Carrière
- 2002-2005 :  Cambuur Leeuwarden
- 2005-2008 :  BV Veendam
- 2008-2010 :  VVV Venlo
- 2010-2015 :  Feyenoord Rotterdam
- 2015 :  FK Inter Bakou
- 2015 :  ADO Den Haag[1],[2]

## Palmarès
VVV Venlo
- Eerste divisie (D2)
  - Champion (1) : 2009